# Перемут
Перемут — деревня в Весьегонском муниципальном округе Тверской области.

## География
Деревня находится в северо-восточной части Тверской области на расстоянии приблизительно 4 км на север-северо-запад по прямой от районного центра города Весьегонск на правом берегу реки Молога в зоне подпора вод Рыбинского водохранилища.

## История
Известна с 1506 года, когда была упомянута в 1506 году в жалованной грамоте угличского князя Дмитрия Ивановича московскому Симонову монастырю. Дворов было 63(1859 год), 89 (1889), 130 (1931), 77(1963), 31 (1993), 16 (2008),. До 2019 года входила в состав Ёгонского сельского поселения до упразднения последнего.

## Население
Численность населения: 374 человека (1859 год), 470 (1889), 545 (1931), 195(1963), 50 (1993), 28 (русские 100 %) в 2002 году, 26 в 2010, 0 (2017).